# Glagoljaška tiskara u Senju
Glagoljaška tiskara u Senju, koja počinje s radom tiskanjem Senjskog misala 1494. godine, druga je glagoljaška tiskara u Hrvatskoj (nakon Kosinjske tiskare). Osnovao ju je senjski kanonik Blaž Baromić. U njoj je ukupno tiskano sedam djela: Senjski glagoljski misal (1494), Spovid općena (1496), Tranzit svetog Jerolima (1508.), Mirakuli slavne dive Marije (1507.), Naručnik plebanušev (1507.), Meštrija od dobra umrtija s Ritualom (1507.) (Obrednik ili ritual), Korizmenjak (1508.).
Knjige su mahom tiskane za potrebe glagoljaške liturgije, a za koju je dopuštenje biskup Filip Senjski ishodio još 1248. od pape Inocenta IV.
Radila je od 7. kolovoza 1494. godine do 1508. godine. Knjige je tiskala glagoljicom na starom hrvatskom jeziku. 
Tiskara se nalazila uz zvonik senjske katedrale, na mjestu kuće arhiđakona Silvestra Bedričića, vlasnika vlasnika tiskare. 
8. kolovoza 2002. godine zahvaljujući Matici hrvatskoj Senj postavljena je spomen-ploča toj tiskari. Tekst spomen-ploče je na glagoljici i na latinici, a u redakciji hrvatskih akademika Dragutina Tadijanovića i Milana Moguša. Ploču je dizajnirao Damir Mataušić, a javnosti otkrio akademik Josip Bratulić. Potporu za ovaj projekt dao je Grafički fakultet iz Zagreba.